# Le Corbeau
Le Corbeau is een Franse dramafilm uit 1943 onder regie van Henri-Georges Clouzot. De film werd in het Nederlandse taalgebied uitgebracht als De raaf.

## Verhaal
Een klein dorpje in Frankrijk wordt opgeschrikt door een schandaal, wanneer een anonieme briefschrijver roddels verspreidt onder de dorpelingen. Alle brieven draaien rond dr. Rémy Germain, die er onder meer van wordt beschuldigd dat hij illegaal abortussen uitvoert en dat hij een affaire heeft met Laura Vorzet, de jonge vrouw van een oudere psychiater. Verschillende dorpelingen worden verdacht, maar de identiteit van de briefschrijver blijft onbekend.

## Rolverdeling
| Acteur            | Personage                                                           |
| ----------------- | ------------------------------------------------------------------- |
| Pierre Fresnay    | Dr. Rémy Germain                                                    |
| Ginette Leclerc   | Denise Saillens                                                     |
| Micheline Francey | Laura Vorzet                                                        |
| Héléna Manson     | Marie Corbin                                                        |
| Jeanne Fusier-Gir | La "mercière"                                                       |
| Liliane Maigné    | Rolande Saillens                                                    |
| Pierre Larquey    | Michel Vorzet                                                       |
| Noël Roquevert    | Saillens, de schooldirecteur, vader van Rolande en broer van Denise |